# Antonio Persio
Antonio Persio (né en 1542 à Matera, mort le 11 février 1612 à Rome) est un philosophe et un prêtre italien.

## Biographie
Après des premières études à Matera, Antonio Persio s'établit à Naples où il est devient prêtre, rencontre Bernardino Telesio dont il est devenu un disciple  et a écrit plusieurs ouvrages pour la défense de la pensée de son maître.
Après la mort de Telesio, il   publie un recueil de certains de ses écrits mineurs intitulé Varii de rebus naturalibus libelli. En 1572 il s'installe à Venise et en 1576 est prêtre à Padoue.
En 1590, il vit à Rome, rencontre Tommaso Campanella et Galileo Galilei ;  il y meurt en 1612,.

## Publications
- Tractatus novarum positionum in rhetoricis, dialecticis, ethicis... adversus Aristotelem (1575)
- Trattato dell'ingegno dell'huomo (1576)
- Del bever caldo, costumato da gli antichi Romani (1593)

## Sources
- (it) Cet article est partiellement ou en totalité issu de l’article de Wikipédia en italien intitulé « Antonio Persio » (voir la liste des auteurs).